# Notophthiracarus furcatus
Notophthiracarus furcatus är en kvalsterart som först beskrevs av Wojciech Niedbała och Corpuz-Raros 1998.  Notophthiracarus furcatus ingår i släktet Notophthiracarus och familjen Phthiracaridae. Inga underarter finns listade i Catalogue of Life.